# 土佐市立戸波中学校
土佐市立戸波中学校（とさしりつ へわちゅうがっこう）は、高知県土佐市家俊にある公立中学校。

## 沿革
- 1947年（昭和22年） - 戸波村立戸波中学校が開校 5月開校式、生徒数250名で授業を開始
- 1950年（昭和25年） 7月 - 中学校新校舎落成
- 1954年（昭和29年） 4月 - 高岡町立戸波中学校と校名を変更
- 1959年（昭和34年） 1月 - 土佐市立戸波中学校と校名を変更
- 1969年（昭和44年） 9月 - 小・中学校校舎移転、南校舎に移転
- 1971年（昭和46年）12月 - 教室隔壁完成、砂場・バックネット新設、体育館完工
- 1974年（昭和49年） 6月 - 学校給食開始
- 1975年（昭和50年）12月 - 特別教室落成（図書・美術・被服・音楽）
- 1979年（昭和54年） 5月 - 体育館施設増設
- 1982年（昭和57年） 2月 - 月運動場防球ネット完成
- 1984年（昭和59年） 4月 - プール落成
- 1986年（昭和61年） 4月 - 排水溝・生徒用玄関・便所完成
- 1987年（昭和62年） 1月 - 職員室天井・廊下天井張り替え
- 1989年（平成元年） 2月 - 手漉き和紙卒業証書づくり始まる
- 1995年（平成 7年） 4月 - 体育館内バレーボール支柱基礎部修理
- 1996年（平成 8年）11月 - 体育館入り口扉交換
- 1997年（平成 9年） 3月 - インターネット接続
- 1999年（平成11年） 1月  - パントリー立て替え工事完成 8月校舎大規模改修工事内装完工
- 2002年（平成14年）10月 - 校舎大規模改修工事（外装）体育館改修工事完工

## 特徴
- 土佐市の西部、戸波（へわ）地区に位置している。北側に虚空蔵山が望める。

## 通学区域
- 土佐市小中学校区表（PDF：125KB）参照

## 進学先高校
- 高知県立高岡高等学校
- 高知県立須崎高等学校

## 周辺
- 高知自動車道
- 国道56号
- 土佐市立戸波小学校
- 土佐市立北原小学校
- 土佐市立波介小学校
- 土佐市立蓮池小学校
- 土佐市立高岡中学校